# حارة السوادة (صنعاء)
حارة السوادة هي إحدى حارات حي بيت بوس بضواحي الأمانة مديرية سنحان وبني بهلول، بلغ تعداد سكانها 403 نسمة حسب تعداد اليمن لعام 2004.